# 대한제국의 내각총리대신
내각총리대신(內閣總理大臣)은 대한제국의 내각 수반이며 황제의 휘하에서 행정 각부를 지휘·감독·통할하고 내각 각부의 판임관 이하 관리의 임명권을 가지며, 법률·칙령에 부서(副署)할 권한을 행사하였다.
1894년 갑오개혁에 의해 최고 관직인 의정부의 영의정(領議政)이 총리대신(總理大臣)으로 바뀌었다가, 총리대신이 1896년 9월에는 의정부 의정대신으로 바뀌었고, 의정부 의정대신은 1907년 6월에 내각총리대신으로 바뀌었다.

## 조선의 역대 내각총리대신

### 내각총리대신
- 김홍집 - 제1차 김홍집 내각
- 김홍집, 박영효 - 김홍집-박영효 연립내각(제2차 김홍집 내각)
- 박정양 - 박정양 과도내각
- 김홍집 - 김홍집-박정양 연립내각(제3차 김홍집 내각), 제4차 김홍집 내각
- 김병시 - 김병시 내각
- 윤용선 - 윤용선 내각

### 의정대신
- 김병시 - 김병시 의정부
- 심순택 - 심순택 의정부

## 대한제국의 역대 내각총리대신

### 의정대신
- 심순택 - 2차 심순택 의정부
- 윤용선 - 윤용선 의정부
- 조병세 - 조병세 의정부
- 이근명 - 이근명 의정부

### 참정대신
- 조병식
- 심상훈
- 한규설
- 박제순
- 민영규
- 조병호 - 이근명 의정부
- 박제순 - 이완용 내각

### 내각총리대신
- 이완용 - 제1차 이완용 내각
- 박제순 - 박제순 내각총리대신 권한대행
- 이완용 - 제2차 이완용 내각

## 참조
1. ↑  《고종실록》 34년(1897) 12월 8일 3번째 기사

## 같이 보기
- 영의정
- 의정부
- 총리대신
- 의정대신